# Albersdorf (Etzelwang)
Albersdorf ist ein im östlichen Bereich der Hersbrucker Alb gelegenes bayerisches Dorf.

## Geografie
Die Ortschaft ist einer von 14 Ortsteilen der im westlichen Teil der Oberpfalz gelegenen Gemeinde Etzelwang. Sie befindet sich etwa zweieinhalb Kilometer nordöstlich des Ortszentrums von Etzelwang und liegt auf einer Höhe von 462 m ü. NHN.

## Geschichte

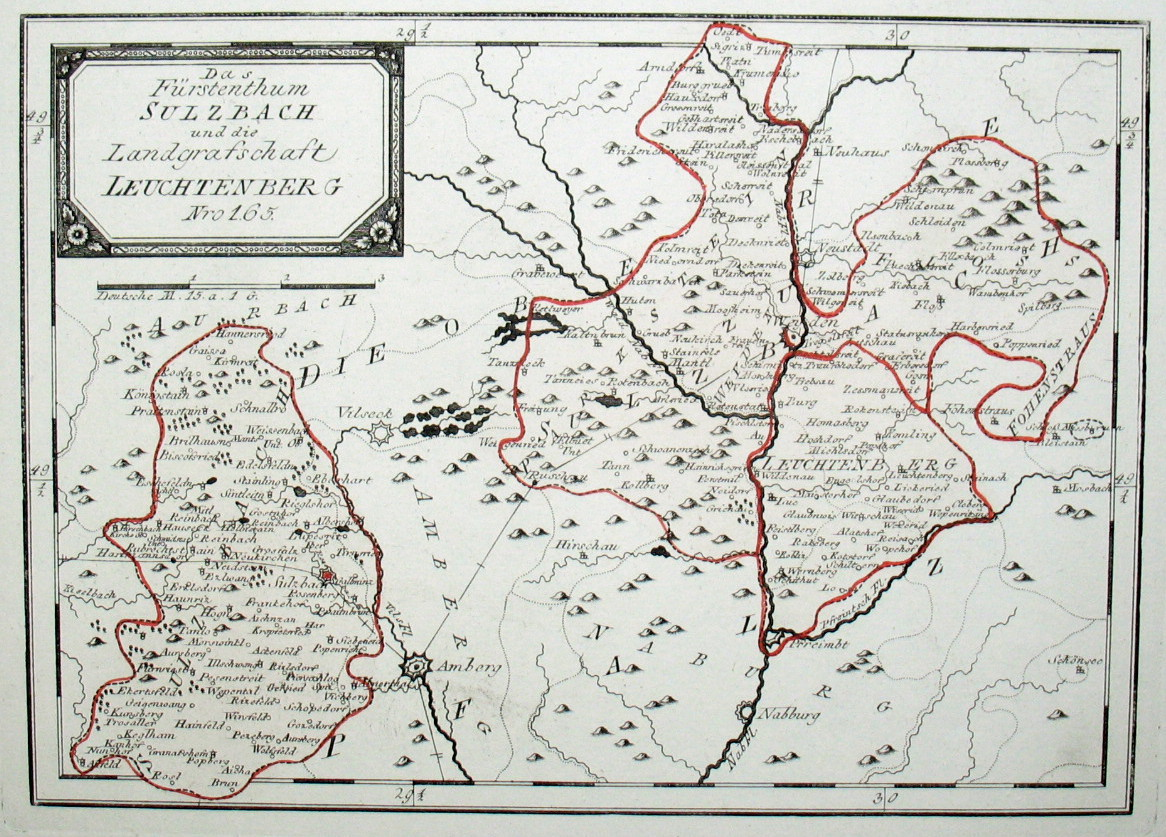
Das Territorium des Fürstentums Sulzbach und der Landgrafschaft Leuchtenberg

Zum Ende des Heiligen Römischen Reichs bildete Albersdorf einen Teil des Hofkastenamtes Sulzbach, das zum wittelsbachischen Herzogtum Sulzbach gehörte. Durch die zu Beginn des 19. Jahrhunderts im Königreich Bayern durchgeführten Verwaltungsreformen wurde Albersdorf mit dem zweiten Gemeindeedikt 1818 zum Bestandteil der eigenständigen Landgemeinde Mittelreinbach, zu der auch noch die Ortschaften Föderricht, Gaisheim, Grasberg, Neidstein, Rittmannshof, Steinbach, Tabernackel und Waldlust gehörten. Nur wenig später wurden allerdings Albersdorf, Neidstein und Tabernackel wieder ausgegliedert und 1820/21 zur neuen Landgemeinde Neidstein zusammengefasst, der auch noch der größte Teil der aufgelösten Landgemeinde Etzelwang zugeordnet wurde. Nachdem im Zuge der in den 1970er Jahren durchgeführten kommunalen Gebietsreform in Bayern am 1. Mai 1978 die Gemeinde Kirchenreinbach und der größte Teil der Gemeinde Schmidtstadt eingegliedert worden war, wurde die Gemeinde Neidstein 1983 entsprechend dem größten Ortsteil in Gemeinde Etzelwang umbenannt. Im Jahr 2017 zählte Albersdorf 51 Einwohner.

## Verkehr
Die Anbindung an das öffentliche Straßennetz wird durch eine Gemeindeverbindungsstraße hergestellt, die von der Bundesstraße 14 über Tabernackel her kommend in nordnordöstliche Richtung nach Rittmannshof weiterführt.

## Sehenswürdigkeiten

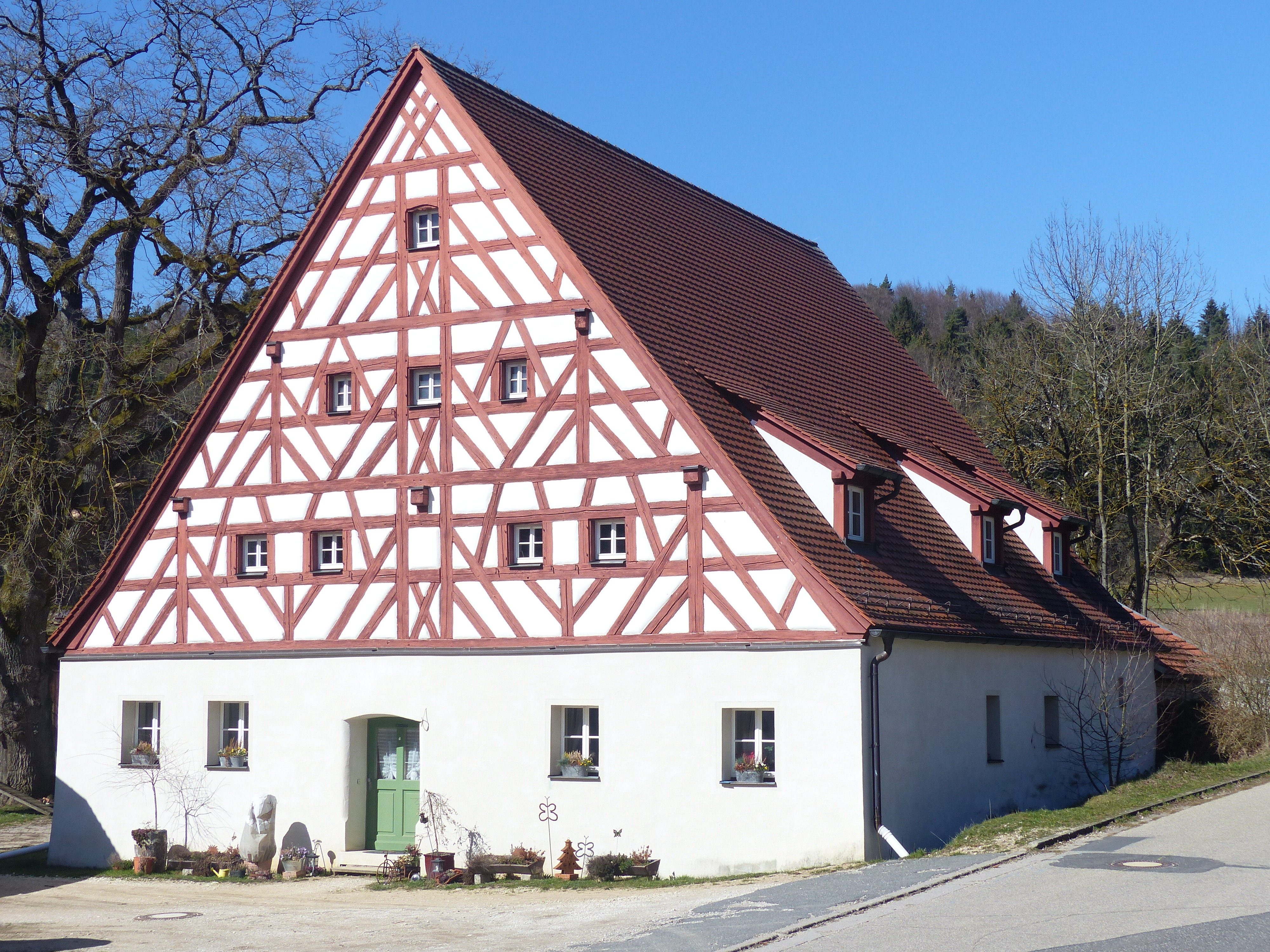
Ein Bauernhaus aus dem 18. Jahrhundert

### Bauwerke
In Albersdorf befinden sich drei Baudenkmäler, darunter das als Wohnstallbau ausgeführte Haus eines Bauernhofs.

### Natur
Etwa 700 Meter nordöstlich des Ortes steht an einem Waldhang ein hornsteinreicher Dolomit an.